# Imposta monofase sulle importazioni
L'imposta monofase sulle importazioni (in acronimo IMI) detta "monofase", nella Repubblica di San Marino, è un'imposta applicata sul valore delle importazioni di beni e prestazioni di servizi connesse alle importazioni.
Si applica all'intero valore del bene importato a San Marino, la monofase viene considerata un'imposta avente effetto equivalente all'IVA ed è regolata dalla legge 22/12/72 n. 40 e successive modifiche.
Nel gennaio 2013 il nuovo governo sammarinese ha prospettato l'abolizione della "monofase" e il passaggio all'IVA il 1º gennaio 2014.
Nel 2012 lo stato sammarinese era in credito di 90 milioni di euro per la monofase nei confronti degli imprenditori
La monofase a differenza dell'IVA si paga sul costo d'acquisto del rivenditore, non sul prezzo di vendita al consumatore.

## Differenza aliquote IVA-Monofase
| IVA | Monofase |
| --- | -------- |
| 22% | 17%      |
| 10% | 6%       |
| 4%  | 2%       |